# Fernando Hernández Ramírez
Fernando Hernández Ramírez (San José; 28 de mayo de 1944-4 de mayo de 1997), conocido como "el Príncipe Hernández", fue un futbolista que jugó de centrocampista. Su hermano, Francisco "Chico" Hernández, también jugó en el mediocampo del Saprissa.

## Trayectoria
Jugó toda su carrera en el Deportivo Saprissa, y es considerado un ídolo para su afición. Con ellos ganó un total de once títulos, incluidos seis campeonatos de liga consecutivos de 1972 a 1977, un récord tanto en Costa Rica como en el continente americano.

## Selección nacional
Estuvo en diez partidos con la selección de Costa Rica, anotando un único gol en la victoria contra México el 6 de agosto de 1972.

### Participaciones en clasificatorias
| Clasif.              | Sede   | Resultado | Part. | Goles |
| -------------------- | ------ | --------- | ----- | ----- |
| Clasif. Mundial 1974 | Varias | Eliminado | 1     | 0     |

## Palmarés

### Títulos nacionales
| Título               | Equipo   | País       | Año  |
| -------------------- | -------- | ---------- | ---- |
| Primera División     | Saprissa | Costa Rica | 1964 |
| Primera División     | Saprissa | Costa Rica | 1965 |
| Primera División     | Saprissa | Costa Rica | 1967 |
| Primera División     | Saprissa | Costa Rica | 1968 |
| Primera División     | Saprissa | Costa Rica | 1969 |
| Torneo de Copa       | Saprissa | Costa Rica | 1970 |
| Primera División     | Saprissa | Costa Rica | 1972 |
| Torneo de Copa       | Saprissa | Costa Rica | 1972 |
| Primera División     | Saprissa | Costa Rica | 1973 |
| Primera División     | Saprissa | Costa Rica | 1974 |
| Primera División     | Saprissa | Costa Rica | 1975 |
| Campeón de Campeones | Saprissa | Costa Rica | 1976 |
| Primera División     | Saprissa | Costa Rica | 1976 |
| Primera División     | Saprissa | Costa Rica | 1977 |

### Títulos internacionales
| Título                           | Equipo   | País     | Año  |
| -------------------------------- | -------- | -------- | ---- |
| Copa Fraternidad Centroamericana | Saprissa | San José | 1972 |
| Copa Fraternidad Centroamericana | Saprissa | San José | 1973 |
| Copa Fraternidad Centroamericana | Saprissa | San José | 1978 |